# Jim Henson : L'Homme aux mille idées
Pour plus de détails, voir Fiche technique et Distribution.
Jim Henson : L'Homme aux mille idées (Jim Henson Idea Man) est un film documentaire américain de Ron Howard sur le marionnettiste Jim Henson. 
Le film est montré en avant-première au Festival de Cannes 2024 dans la section Cannes Classics le 18 mai 2024. Il est diffusé dans le monde sur Disney+ à partir du 30 mai 2024.

## Synopsis
Le film suit la vie de Jim Henson, des débuts de sa carrière à la création des Muppets, de Sesame Street et de Dark Crystal, et se concentre aussi sur la relation créative et sentimentale avec sa femme Jane Henson. Le film présente des entretiens avec leurs enfants et avec les collaborateurs de Jim Henson, en particulier Frank Oz.

## Fiche technique
- Titre : Jim Henson : L'Homme aux mille idées
- Réalisation : Ron Howard
- Scénario : Mark Mondoe et Michael Mitnick
- Photographie : Vanja Cernjul, John Chater, Igor Martinovic, Jenni Morello,
- Montage : Paul Crowder, Sierra Neal
- Musique : David Fleming
- Production : Sara Bernstein, Margaret Bodde, Brian Grazer, Ron Howard, Mark Monroe, Lisa Henson, Christopher St. John, Justin Wilkes
- Sociétés de production : Disney Original Documentary, Imagine Documentaries, Fifth Season, Diamond Docs, The Jim Henson Company
- Distribution : Disney+
- Durée : 108 minute
- Dates de sortie : 
  - 18 mai 2024 (Festival de Cannes 2024)
  - 30 mai 2024 (Disney+)

## Personnes interviewées
- Fran Brill
- Jennifer Connelly
- Dave Goelz
- Brian Henson
- Jim Henson
- Jane Henson
- Rita Moreno
- Frank Oz

## Production
Un film sur la vie de Jim Henson est en développement depuis 2010 sous le titre The Muppet Man chez Walt Disney Pictures et The Jim Henson Company. Il se fondait sur un script spéculatif de Christopher Weekes placé sur la liste des scénarios non produits. En 2021, un média rapporte que Michael Mitnick a été engagé pour écrire le scénario, avec Lisa Henson pour productrice.
En mars 2022, les sociétés de production annoncent que le film documentaire sera réalisé par Ron Howard et coproduit par Brian Grazer. En novembre 2022, Lisa Henson parle du projet en disant du sujet : « Mon père était irrésistiblement créatif, les idées sortaient de lui à flots tout le temps ». Le titre Idea Man est confirmé en 2024, peu avant la sortie du film.

## Réception critique
Pour IndieWire, « Howard ne craint pas de nous mener dans les années les plus compliquées de Henson, qui allaient devenir ses dernières. Elles ne diminuent pas son héritage, elles rendent plus humaine une personne qui l'aurait souhaité plus que tout ».
The Saturday Evening Post conclut : « Jim Henson: Idea Man rappelle affectueusement qu'une nouvelle génération de fidèles dépositaires peut, envers et contre tout, trouver des façons d'amplifier les échos faiblissants d'un génie puissant, joueur et douloureux ».
Pour The New York Times, le documentaire est « un hommage à l'artiste et une mine précieuse de documents d'archives et d'interviews sur son œuvre et sa vie. Même s'il frise l'hagiographie, il n'est pas aveugle aux défauts de Henson, et se targue d'avoir un don pour l'inattendu ».
CNN souligne que le documentaire « parvient à trouver un équilibre difficile, célébrant le génie créatif du cerveau des Muppets sans contourner ou dissimuler les aspects plus compliqués de sa vie personnelle, telle qu'elle est racontée par ses enfants ».
The Times of India remarque que « Ce film sert d'inspiration de bien des manières, mettant en valeur l'engagement sans faille de Henson pour son art et sa quête infatigable de nouvelles idées pour repousser les limites du jeu de marionnettes ».
Pour Télé-Loisirs, « D'une grande clarté dans sa construction, extrêmement bien documentée, et alimentée par des témoignages émouvant et très pertinents, cette évocation de la vie et de l'oeuvre d'un grand créateur est une vraie réussite ».